# Daniel Hannan
Pour les articles homonymes, voir Hannan.
Daniel John Hannan, né le 1er septembre 1971 à Lima, est un homme politique britannique, député européen de 1999 à 2020 pour le Parti conservateur.

## Biographie
Daniel Hannan est titulaire d'un master d'histoire contemporaine à l'université d'Oxford, obtenu en 1992. Il parle anglais, français et espagnol.
Daniel Hannan rejoint les rangs du Parti conservateur au cours de ses études. Il est élu député européen lors des élections européennes de 1999, réélu en 2004 et à nouveau aux élections de 2009.
Il est d'abord membre du groupe du Parti populaire européen (chrétien-démocrate) avant d'en être exclu le 19 février 2008, pour avoir comparé lors d'une session plénière du Parlement européen une interprétation du règlement du Parlement par son président Hans-Gert Pöttering « à la loi allemande de 1933 qui donnait tout pouvoir au régime nazi ».
Avant le Brexit il est membre du groupe Conservateurs et réformistes européens et siège à la commission des Affaires constitutionnelles. Il est connu pour ses prises de positions libertariennes et eurosceptiques, mais aussi pour son soutien à la candidature de la Turquie et son opposition à l'islamophobie.
Il fait partie du Comité de campagne du parti Vote Leave (parti créé en faveur du Brexit), qui emportr la majorité lors du Référendum sur l'appartenance du Royaume-Uni à l'Union européenne. Il considère en particulier le Brexit comme un moyen de favoriser l’élimination des réglementations sur le commerce.
Il est fait pair à vie le 25 janvier et devient membre de la chambre des lords, puis entre à la Commission du Commerce en 2020, sous le gouvernement de Boris Johnson. À ce titre, il soutient l'adhésion du Royaume-Uni à l'Accord de partenariat transpacifique, un vaste accord de libre-échange.
Il est également journaliste, depuis 1996 : il a écrit des articles d'opinion dans le quotidien anglais The Daily Telegraph et est l'auteur de plusieurs livres. Il tient actuellement un blog sur le site du Daily Telegraph. Il a reçu le Prix Bastiat 2009.

## Publications
- Hannan, Daniel, Time for a fresh start in Europe, Londres, Bow Publications, 1993
- Towards 1996: Britain in a Multi-Speed Europe, Londres, Institute for European Defence & Strategic Studies, 1994 (ISBN 978-0-907967-54-5)
- A Guide to the Amsterdam Treaty, Londres, European Research Group, 1997
- The Euro: Bad for Business, Londres, European Research Group, 1998
- What if Britain Votes No?, 2002
- The Case for EFTA, Londres, Bruges Group, 2004 (ISBN 978-0-9547087-3-3)
- Douglas Carswell (Douglas Carswell), Direct Democracy: An Agenda for a New Model Party, 2005 (ISBN 978-0-9550598-0-3)
- The Plan: Twelve Months to Renew Britain  (Douglas Carswell), Lulu.com, 2008 (ISBN 978-0-9559799-0-3)Modèle:Self-published source
- The New Road to Serfdom: A Letter of Warning to America, Londres, HarperCollins, 2010 (ISBN 978-0-06-195694-2)
- Why America Must Not Follow Europe, New York, Encounter Books, 2011 (ISBN 978-1-59403-560-9)
- A Doomed Marriage: Britain and Europe, Londres, Notting Hill Editions, 2012 (ISBN 978-1-907-90322-9)
- How We Invented Freedom & Why It Matters, Londres, Head of Zeus, 2013 (ISBN 9781781857533) (published in the United States as Inventing Freedom: How the English-Speaking Peoples Made the Modern World, New York, HarperCollins, 2013 (ISBN 9780062231758))
- Why Vote Leave, Londres, Head of Zeus, 2016 (ISBN 9781784977108)
- What Next: How to Get the Best from Brexit, Londres, Head of Zeus, 2016 (ISBN 9781786691934)